# Melvin Díaz
Melvin Fabricio Díaz Canencia (Quito, Ecuador; 26 de noviembre de 2001) es un futbolista ecuatoriano. Juega como extremo y su equipo actual es Liga Deportiva Universitaria de la Serie A de Ecuador.

## Trayectoria
Empezó en las categorías juveniles del equipo militar a temprana edad, después de un paso fugaz por el Espoli, tuvo su debut con el primer plantel en la Primera Categoría Serie A en 2020, esto se produjo el 1 de octubre en la derrota 2-1 ante Guayaquil City en el estadio Christian Benítez Betancourt, entró al cambio al minuto 66 por Jorge Ordóñez. Para julio de 2021 tras descender con El Nacional, fue fichado por el América de Quito, equipo que compitió en la Serie B de Ecuador también en seis oportunidades. La siguiente temporada formaría parte del recién ascendido Cumbayá Fútbol Club, con el club se consolidó en primera durante tres temporadas consecutivas, jugando en total 62 partidos y anotando dos goles, esta regularidad despertó el interés de varios equipos importantes del país.
Sobre el final del mercado de pases del primer semestre de 2025 se confirmó su fichaje por Liga Deportiva Universitaria, con un contrato hasta 2028.

## Selección nacional

### Categorías inferiores
Fue convocado para microciclos con la sub-20, además de los dos amistosos de la selección preolímpica ante Argentina en diciembre de 2023 en el estadio Ciudad de Caseros y en el predio de la AFA.

## Estadísticas

### Clubes
Actualizado al último partido disputado el 17 de agosto de 2025.
| El Nacional · Ecuador                  | 1.ª           | 2020          | 12 | 0 | 0 | — | — | — | 0 | 0 | 0 | 12 | 0 | 0 |
| El Nacional · Ecuador                  | Total club    | Total club    | 12 | 0 | 0 | 0 | 0 | 0 | 0 | 0 | 0 | 12 | 0 | 0 |
| América de Quito · Ecuador             | 2.ª           | 2021          | 6  | 0 | 0 | — | — | — | — | — | — | 6  | 0 | 0 |
| América de Quito · Ecuador             | Total club    | Total club    | 6  | 0 | 0 | 0 | 0 | 0 | 0 | 0 | 0 | 6  | 0 | 0 |
| Cumbayá F. C. · Ecuador                | 1.ª           | 2022          | 21 | 1 | 3 | 2 | 0 | 0 | — | — | — | 23 | 1 | 3 |
| Cumbayá F. C. · Ecuador                | 1.ª           | 2023          | 10 | 0 | 0 | — | — | — | — | — | — | 10 | 0 | 0 |
| Cumbayá F. C. · Ecuador                | 1.ª           | 2024          | 28 | 1 | 4 | 1 | 0 | 0 | — | — | — | 29 | 1 | 4 |
| Cumbayá F. C. · Ecuador                | Total club    | Total club    | 59 | 2 | 7 | 3 | 0 | 0 | 0 | 0 | 0 | 62 | 2 | 7 |
| Liga Deportiva Universitaria · Ecuador | 1.ª           | 2025          | 10 | 0 | 0 | 0 | 0 | 0 | 2 | 0 | 0 | 12 | 0 | 1 |
| Liga Deportiva Universitaria · Ecuador | Total club    | Total club    | 10 | 0 | 0 | 0 | 0 | 0 | 2 | 0 | 0 | 12 | 0 | 1 |
| Total carrera                          | Total carrera | Total carrera | 87 | 2 | 7 | 3 | 0 | 0 | 2 | 0 | 0 | 92 | 2 | 8 |
| 1. 2.                                  |               |               |    |   |   |   |   |   |   |   |   |    |   |   |

### Selección
Actualizado al último partido disputado el 17 de diciembre de 2023.
| Selección       | Año             | Amistosos | Amistosos | Amistosos | Continental | Continental | Continental | Mundial | Mundial | Mundial | Total | Total | Total  | Media goleadora |
| Selección       | Año             | Part.     | Goles     | Asist.    | Part.       | Goles       | Asist.      | Part.   | Goles   | Asist.  | Part. | Goles | Asist. | Media goleadora |
| --------------- | --------------- | --------- | --------- | --------- | ----------- | ----------- | ----------- | ------- | ------- | ------- | ----- | ----- | ------ | --------------- |
| Sub-23          | 2023            | 2         | 0         | 0         | —           | —           | —           | —       | —       | —       | 2     | 0     | 0      | 0               |
| Total selección | Total selección | 2         | 0         | 0         | 0           | 0           | 0           | 0       | 0       | 0       | 2     | 0     | 0      | 0               |